# Batiscafo

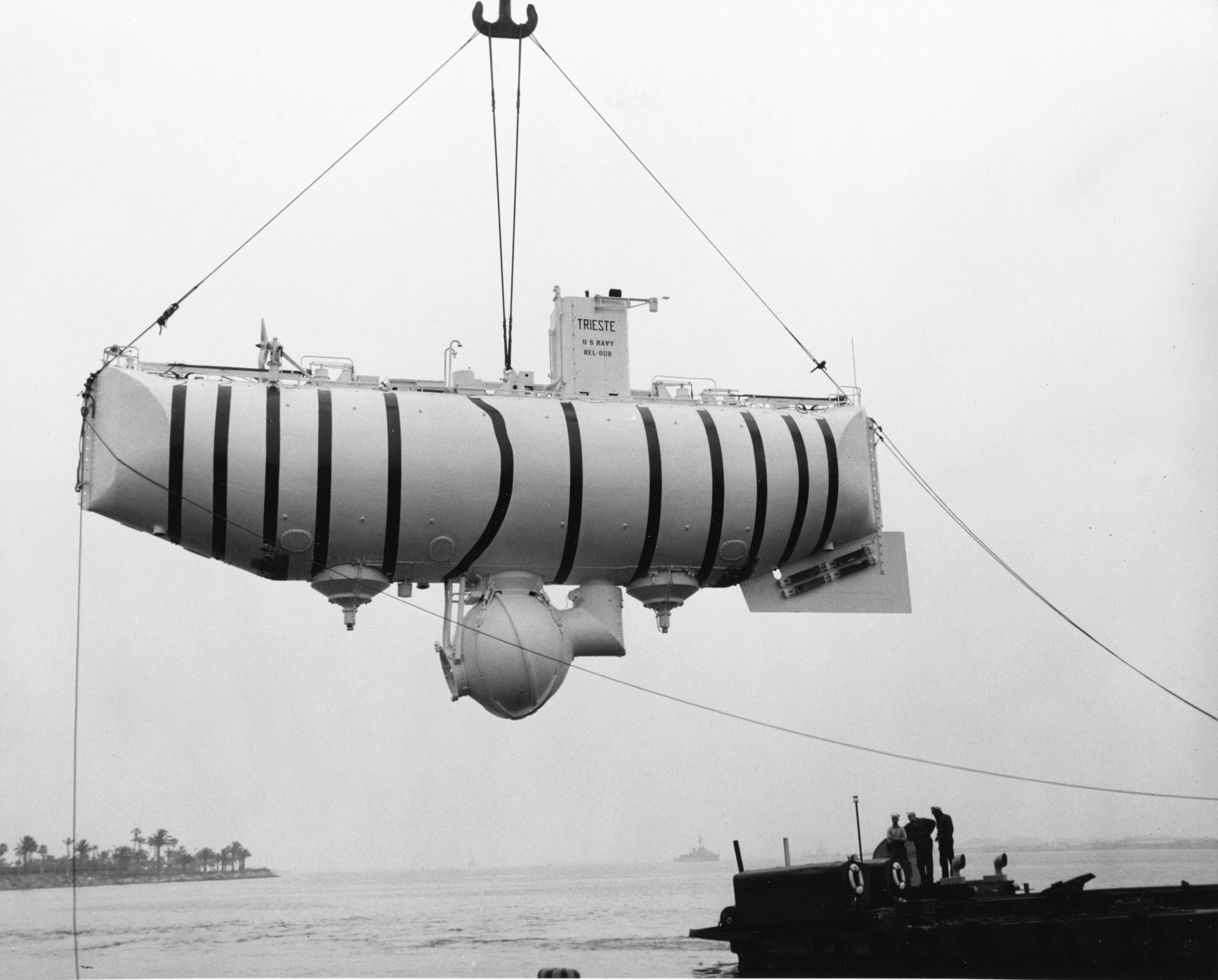
Batiscafo Trieste.

Un batiscafo es una embarcación sumergible autopropulsada, especialmente diseñada para resistir grandes presiones, y destinada a explorar las profundidades del mar.
Los batiscafos (también conocidos como «minisubmarinos») están tripulados por una o más personas, cuentan con propulsión autónoma que les permite alcanzar grandes profundidades en el mar (algunos pueden sumergirse a miles de metros de profundidad), y suelen utilizarse con fines militares o científicos.
Estos vehículos subacuáticos normalmente están equipados con cámaras y tecnología que les permite registrar, medir e incluso rescatar objetos del fondo marino, como restos de barcos naufragados.
Se compone de una cabina similar a la de una batisfera suspendida bajo un depósito flotante lleno de algún líquido que sea más ligero que el agua, como la gasolina, en vez de pender de un cable como ocurre en el diseño clásico de las batisferas. La propulsión la proporcionan unos motores alimentados por una batería eléctrica.
El batiscafo fue inventado por Auguste Piccard y la primera inmersión, sin tripulantes y con piloto automático, se llevó a cabo en aguas del archipiélago de Cabo Verde en 1948 y estuvo a cargo del batiscafo FNRS-2. Se logró descender a 1.080 m de profundidad. Se realizaron numerosas pruebas y mejoras y en septiembre de 1953 Piccard y su tripulación lograron descender a 3150 m con el nuevo batiscafo Trieste, construido en Italia y que, en 1959 logró los 5.486 metros de profundidad y un año después los 10.916 m en aguas de Guam, permaneciendo media hora en el fondo del océano. Se construyó más tarde el batiscafo francés «Archimède» (Arquímedes), capaz de explorar profundidades de hasta 11 000 m y que en 1962 alcanzó los 9.500 m en la fosa de las islas Kuriles.
Piccard compuso el nombre de batiscafo utilizando las palabras del griego antigua βαθύς (bathús), que significa «profundo», y σκάφος (skáphos), que significa «embarcación, barco».

## Modo de funcionamiento
Para descender, un batiscafo inunda tanques de aire con agua de mar, pero a diferencia de un submarino, el agua en los tanques inundados no se puede desplazar con aire comprimido para ascender, porque las presiones del agua a las profundidades para las que se diseñó la embarcación son demasiado grandes. Por ejemplo, la presión en el fondo del Abismo de Challenger es más de siete veces superior a la de un tanque de gas estándar comprimido «tipo H». En su lugar, para ascender se libera lastre en forma de perdigones de hierro, que se pierden en el fondo del océano. Los contenedores de perdigones de hierro tienen forma de una o varias tolvas que permanecen abiertas en la parte inferior durante toda la inmersión. Se trata de un dispositivo a prueba de fallos, ya que no necesita energía para ascender; de hecho, en caso de fallo eléctrico, los perdigones escapan por gravedad y el ascenso es automático.